# Равжирын Равжир
Равжирын Равжир (монг. Равжирын Равжир; 1915 — ?) — монгольский учёный и писатель

.
Один из самых известных в XX веке исследователей, занимавшихся изучением снежного человека.

## Биография
Родился в сомоне Гурванбулаг (ныне аймака Булган, Монголия). Окончил педагогический институт, работал учителем. Был сотрудником Монгольской Академии наук.
Участник Второй мировой войны. Участвовал в Советско-японской войне.

## Научная деятельность
Провел в экспедициях 1340 дней в горах Монгольского Алтая, собрал множество мифов, легенд и различных фактов о снежном человеке. Несколько раз обнаруживал большие следы, по его утверждению, сам трижды сталкивался с этим загадочным существом. «У меня есть две фотографии снежного человека, сделанные исследователем Р. Равжиром, и я не нашел их крупными, но во всяком случае, вдвое больше человека», — говорит журналист Гайлани Джамиан.
Равжир подвел итоги своих экспедиций и опубликовал две книги, посвящённые исследованию снежного человека: «Алмас сурвалжилсан тэмдэглэл» и «Энэ хүн мөн үү?» («Заметки по следам Алмаса» и «Это человек?»).

## Избранные публикации
- Сорын гал
- Өлгийд бойжсон хүү
- Энэ хүн мөн үү
- Бидний дуулах дуун
- Алмас сурвалжилсан тэмдэглэл